# Vibrations d'usinage
 (avril 2024).
Si vous disposez d'ouvrages ou d'articles de référence ou si vous connaissez des sites web de qualité traitant du thème abordé ici, merci de compléter l'article en donnant les références utiles à sa vérifiabilité et en les liant à la section « Notes et références ».
Les vibrations d'usinage (en anglais : machining chatter) correspondent à un mouvement relatif entre la pièce usinée et l'outil coupant, ce qui se traduit par des ondulations plus ou moins marquées sur la surface usinée, que ce soit en tournage, fraisage, perçage ou rectification.
Dès 1907, Frédérick W. Taylor décrit les vibrations d'usinage comme le plus obscur et délicat de tous les problèmes auxquels doit faire face l'usineur[réf. nécessaire].
Les modèles mathématiques permettent de reproduire assez fidèlement ce phénomène, mais en pratique il est toujours difficile de le résoudre à tout coup et les règles d'or de l'usineur sont:
- rigidifier au maximum la pièce, l'outil et la machine (outil plus rigide, pièce mieux tenue, par exemple)
- choisir l'outil qui excitera le moins les vibrations (en changeant les angles de l'outil, les revêtements, par exemple)
- choisir les meilleures fréquences d'excitation pour empêcher le système usinant de se mettre en vibrations (vitesse de rotation, nombre de dents de l'outil et répartition, par exemple)

## Le contexte industriel

### Lien UGV ↔ vibrations
L'utilisation de l'usinage à grande vitesse a permis d'augmenter la productivité et a permis la réalisation de pièces jusqu'alors irréalisables (parois fines notamment). En contrepartie, les machines sont de moins en moins rigides face à des sollicitations qui sont très dynamiques. Dans de nombreuses applications (outils longs, pièces fines), l'apparition de vibrations est le facteur le plus limitant pour la productivité et oblige les usineurs à réduire les vitesses de coupe bien en deçà des capacités outils ou machine.

### Les défauts et leurs origines
Les problèmes de vibration d'usinage se traduisent le plus souvent par des nuisances sonores, des dégradations des états de surface et parfois des bris d'outils.
Les principales sources de vibrations sont de deux types : les vibrations forcées et les vibrations auto-entretenues :

#### Les vibrations forcées
Les vibrations forcées sont principalement engendrées par les défauts d'excentration broche/outil/dents, les interruptions de la coupe (inévitable en fraisage par exemple), ainsi que par des sources extérieures à la machine.

#### Les vibrations auto-entretenues
Les vibrations auto-entretenues sont liées au fait que l'épaisseur d'un copeau dépend de la position actuelle de l'arête de coupe par rapport à la pièce, mais aussi de la position lors du passage précédent. Ainsi peuvent apparaître des vibrations qui s'amplifient à chaque passage d'outil jusqu'à se stabiliser à un niveau qui risque de dénaturer la qualité de la surface usinée.

## Les recherches des laboratoires

### Les stratégies «UGV»
Les laboratoires industriels et universitaires ont étudié largement les problèmes de vibrations d'usinage[réf. souhaitée]. Il en est ressorti en particulier des stratégies spécifiques, notamment l'intérêt d'usiner une paroi fine toujours au plus près de son encastrement pour lui éviter de fléchir, ainsi que la recommandation de limiter au maximum la longueur de l'arête de coupe en contact avec la pièce.

### Les modélisations
La modélisation des efforts de coupe et des vibrations, bien que toujours très difficilement prédictive, doit permettre à terme de simuler ces usinages problématiques.

#### La théorie des lobes
La multiplication des modèles basés sur la théorie des lobes de stabilité, qui permet de trouver la meilleure vitesse d'usinage, devrait permettre à terme de rendre ces modèles assez robustes et applicables à tous les types d'usinage (tournage, fraisage en bout, fraisage de côté, perçage, rectification).

#### Les modèles temporels
Sans a priori sur la façon dont l'instabilité d'usinage apparait et la forme de la surface usinée, des modèles discrétisés en temps, calculent la position de la pièce et de l'outil à chaque instant. Ces modèles sont beaucoup plus gourmands en ressources informatiques que les précédents, mais ils laissent une plus grande liberté (lois de coupe, talonnage, déformations le long de l'arête) Ce sont aussi des modèles plus difficile à rendre robuste numériquement mais beaucoup d'efforts sont déployés dans ce sens dans les laboratoires de recherche[réf. souhaitée].

### Les pistes
Outre la « théorie des lobes », l'utilisation d'outils à pas variable, bien que difficilement compatible avec un parc réduit d'outils, permet bien souvent de réduire les vibrations à peu de frais, elle est d'ailleurs de plus en plus proposée par les fabricants d'outils[réf. souhaitée].
Enfin, d'autres pistes de recherche sont prometteuses[réf. souhaitée], mais au prix d'adaptations importantes des machines-outils : variation continue de la vitesse de broche, contrôle actif temps réel.

## Les méthodes utilisées industriellement pour limiter les vibrations

### La démarche classique
La méthode habituelle de mise au point des procédures d'usinage est encore principalement fondée sur l'expérience passée et sur une série d'essais-erreurs pour choisir les meilleurs paramètres. Selon le savoir-faire de l'entreprise, différents paramètres sont étudiés en priorité : paramètres d'engagement de l'outil de coupe, stratégie d'usinage, montage d'usinage, géométrie et type d'outil...
En cas de difficulté, il est possible de demander conseil au fabricant d'outils qui proposera une variante, ou au fabricant de machine ou de logiciel qui proposera éventuellement une stratégie plus adaptée.
Parfois, dans des contextes où les problèmes de vibrations sont trop pénalisants, il peut être fait appel à des experts qui prescrivent, par exemple, après mesures et calculs, une vitesse d'outil plus adaptée ou un outil à pas variable étudié spécialement.

### Les limites des nouvelles méthodes proposées
Face aux enjeux industriels, l'offre commerciale est relativement pauvre. Pour analyser les problèmes et proposer des solutions, de rares experts proposent leurs services[réf. nécessaire]. Des outils ou porte-outils miracles[non neutre] sont proposés, mais aucun n'a convaincu pour le moment[réf. nécessaire]. Des logiciels de calcul de lobes de stabilité et leurs instruments de mesure associés sont proposés mais, malgré une bonne publicité, ils restent très peu utilisés. Enfin, des capteurs de vibrations sont souvent intégrés aux machines, mais ne sont utilisés pour rien d'autre que pour suivre le vieillissement de la machine ou l'usure d'outil.